# Archibald Douglas, 4. Earl of Douglas

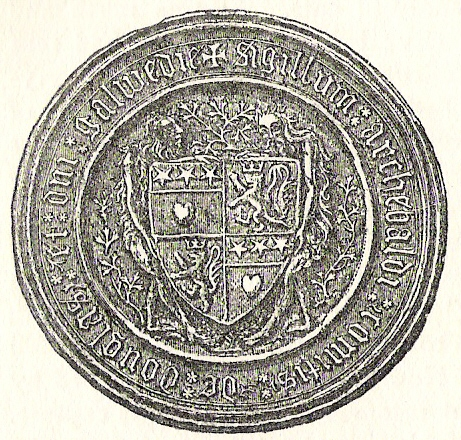
Siegel des 4. Earl of Douglas um 1400

Wappen des 4. Earl of Douglas

Archibald Douglas, 4. Earl of Douglas, genannt the Tyneman (der Verlierer) (* um 1370; † 17. August 1424 in Verneuil) war ein schottischer Adliger und französischer Herzog von Touraine.

## Leben
Er war der älteste Sohn des Archibald Douglas, 3. Earl of Douglas, und dessen Frau Lady Joan Moray und damit ein Enkel des schwarzen Douglas, Sir James, Laird of Douglas. Er folgte seinem Vater 1401 als Earl of Douglas und auch als Warden of the Marches.
Der Earl kommandierte die Invasionsarmee Schottlands 1401 im Krieg gegen England. In der Schlacht von Homildon Hill am 14. September 1402 wurde er fünfmal verwundet, verlor ein Auge und geriet für drei Jahre in Gefangenschaft des Henry Hotspur, dem er sich schließlich bei der Rebellion gegen den englischen König Heinrich IV. anschloss.
1409 erwarb Archibald die feudale Baronie Annandale. Im März 1424 landete er mit einem Heer zur Unterstützung der Franzosen im Hundertjährigen Krieg in La Rochelle. Am 19. April 1424 wurde er in Frankreich für seine Verdienste zum Duc de Touraine und damit zum Pair de France erhoben. Mit der Verleihung wurde erstmals ein französischer Herzogstitel an eine Person verliehen, die nicht dem französischen Königshaus angehörte. Er fiel am 17. August 1424 in der Schlacht von Verneuil gegen John of Lancaster, 1. Duke of Bedford. Douglas ist bestattet in der Kathedrale von Tours.

## Ehe und Nachkommen
Um 1390 hatte Archibald Prinzessin Margaret, Lady of Galloway, Tochter des schottischen Königs Robert III., geheiratet, mit der er folgende Kinder hatte:
- Archibald Douglas, 5. Earl of Douglas (1390–1439);
- Sir James Douglas (⚔ 1424 in der Schlacht von Verneuil);
- William Douglas, ⚭ Marjorie Stewart;
- Lady Elizabeth Douglas († um 1451), ⚭ (1) John Stewart, 3. Earl of Buchan, ⚭ (2) John Stewart of Mar, ⚭ (3) William Sinclair, 1. Earl of Caithness;
- Lady Mary Douglas, ⚭ Sir Simon Glendinning of Parton.